# Kenny Miller (cestista)
Kenneth Allen Miller, detto Kenny (Evergreen Park, 27 dicembre 1967), è un ex cestista statunitense naturalizzato spagnolo, professionista in Italia, Turchia, Spagna e Grecia.

## Palmarès

### Squadra
- Coppa Korać: 1

Unicaja Málaga: 2000-2001
- Copa Príncipe de Asturias: 1

Tenerife: 2003

### Individuale
- All-USBL Second Team (1992)